# Кингфишър (окръг, Оклахома)
Окръг Кингфишър (на английски: Kingfisher County) е окръг в щата Оклахома, Съединени американски щати. Площта му е 2347 km², а населението – 13 926 души (2000). Административен център е град Кингфишър.